# Genadendal
Genadendal est un village situé dans la province du Cap-Occidental en Afrique du Sud.

## Localisation
Genadendal est à 110 kilomètres de la ville du Cap.

## Historique

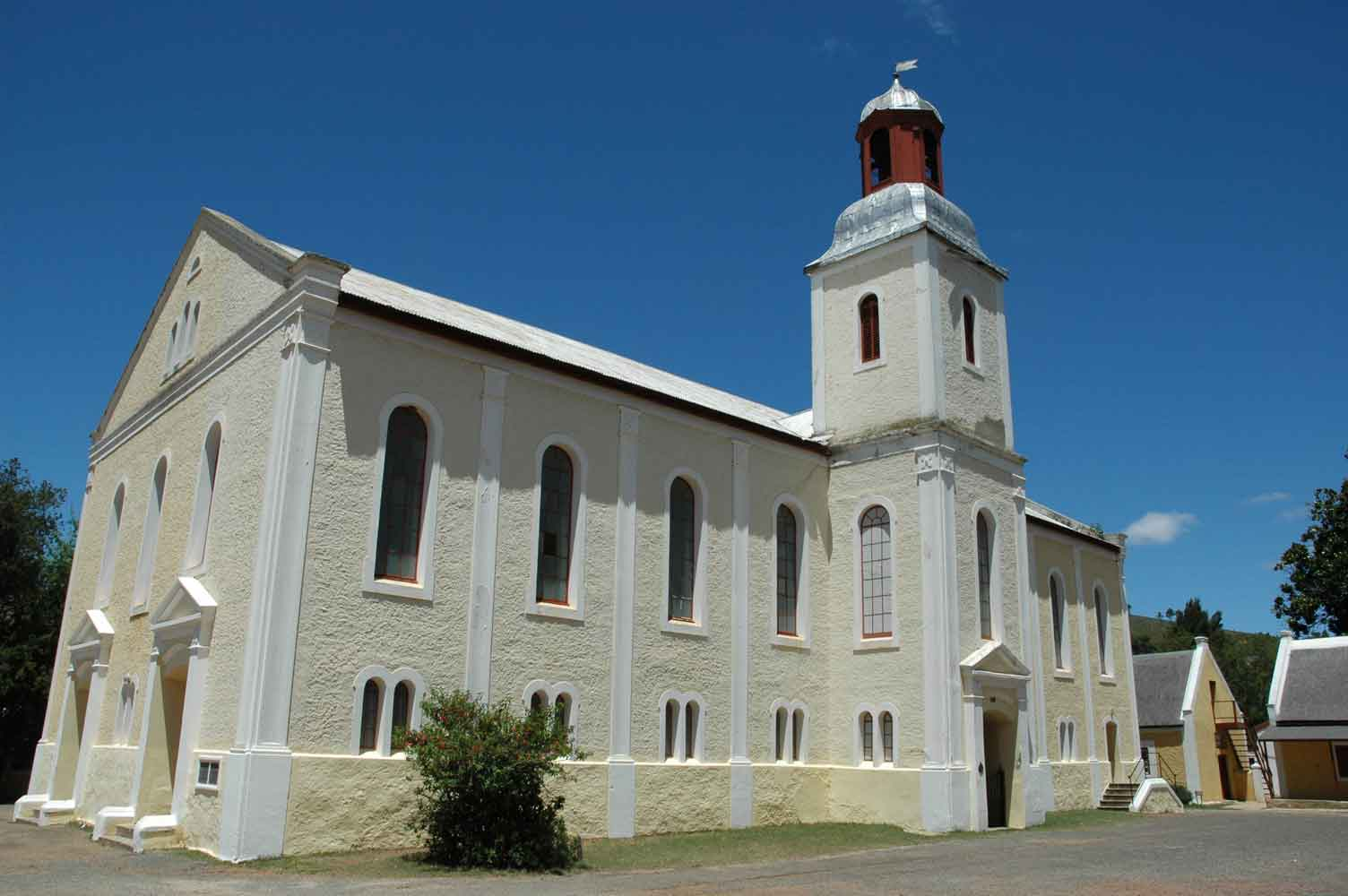
L'église morave de Genadendal

Genadendal fut la première mission évangélique en Afrique du Sud. Elle fut fondée par Georg Schmidt, un missionnaire allemand de l'Église morave le 23 avril 1738.
En 1815, Christian Ignatius Latrobe, homme d'église est venu d'Angleterre rendre visite à cette mission morave et promouvoir d'autres missions.

## Démographie
Selon le recensement de 2011, les 5 663 résidents de Genadendal sont majoritairement issus de la population coloured (94 %). Les populations noires et les blancs représentent respectivement 3,07 % et 0,51 % des habitants.
Les habitants ont majoritairement l'afrikaans pour langue maternelle (94,89 %) devant l'anglais sud-africain (3,06 %).